# Gombó Viola Lotti

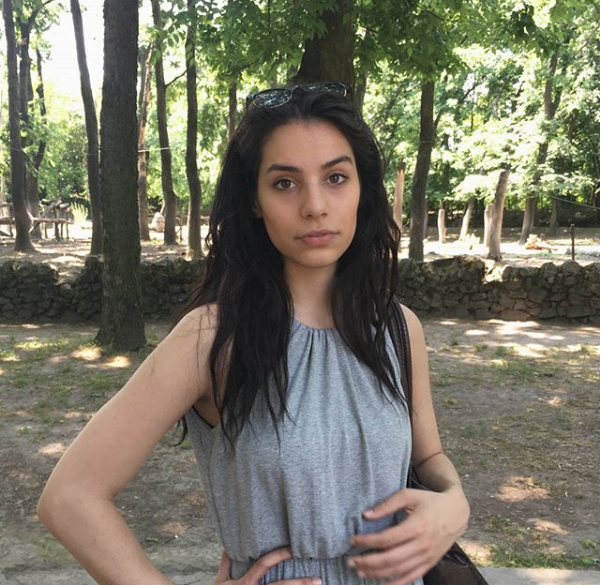
Margitszigeten

Gombó Viola Lotti (Székesfehérvár, 1995. június 27. –) magyar színésznő.

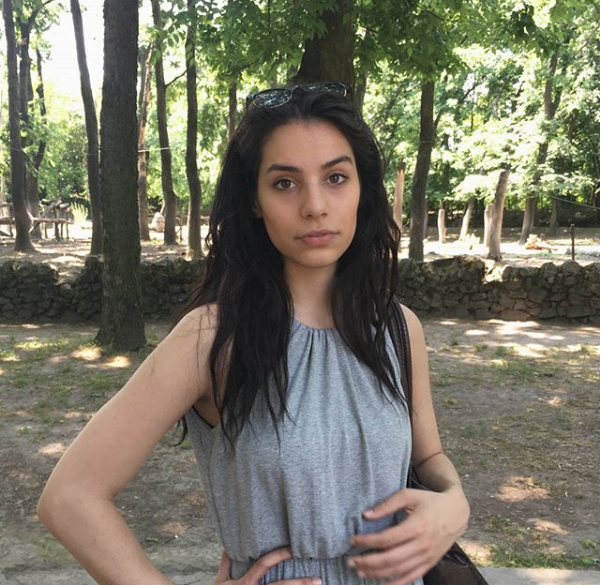
Margitszigeten

## Életpályája
A helyi Teleki Blanka Gimnáziumban érettségizett. Egy évet tanult a Kaposvári Egyetemen, majd 2016-tól a Színház- és Filmművészeti Egyetem hallgatója, színművész szakon, Pelsőczy Réka és Rába Roland osztályában. Diplomáját a salzburgi Mozarteumtól vette át. Gyakorlatát a budapesti Katona József Színházban és az Orlai Produkciós Irodánál töltötte. 2021–2022-ben az Orlai Produkció alkotóközösségének tagja.  2023-tól szabadúszóként játszott a Centrál Színház-ban,  a Trafóban, a TÁP színházban illetve a dunaújvárosi Bartók Kamaraszínházban, majd 2024-től a Pécsi Nemzeti Színház  társulatának tagja.

## Filmes és televíziós szerepei
- Aranyélet (2015) ...Csókolózó lány
- Korhatáros szerelem (2018) ...Lány
- Egynyári kaland (2019) ...Menyasszony
- Becsúszó szerelem (2021) ...Lüszi
- Mintaapák (2021) ...Zita
- A mi kis falunk (2023) ...barátnő
- Gólkirályság (2024) ...fiatal nő
- House of Spoils  (2024)... Host Haas
- Dune: Prophecy (2024)... Doroteas Disciple

## Színházi szerepei
Ódry Színpad
- Charles Bukowski: A kezdő ... anya, nővérke,stb.          R: Sándor Dániel Máté
- F.Scott Fitzgerald: Szépek és átkozottak ... Rachel        R: Vadász Krisztina
- Pápua-Új Guineai népmesék : Hogyan találtak egymásra a nők és a férfiak?      R: Hegymegi Máté
- Színészbeszéd                            R: Máté Gábor
- Csehov: Sirály... Mása                 R: Rába Roland, Pelsőczy Réka

Katona József Színház
- Federico García Lorca: Ha elmúlik öt év... Menyasszony             R: Zsámbéki Gábor
- Gogol: Háztűznéző ...Dunyasa (szerepátvétel)                             R: Ascher Tamás

Orlai Produkciós Iroda
- Kerékgyártó István: Hurok...Bea                                                   R: Bagossy László
- Woody Allen: Férjek és Feleségek...Rain                                     R: Szabó Máté
- Abe Burrows: Kaktuszvirág...Tony                                                R: Novák Eszter
- David Hare: Amy világa...Amy                                                      R: Valló Péter
- Budapest-Te!...Lány                                                                      R: Pelsőczy Réka

Centrál Színház
- Mary Page Marlowe...A 19 éves Mary Page    R: Puskás Tamás

TÁP Színház
- Móricz Zsigmond:Rókonok ... Magdaléna  R:Vajdai Vilmos

Bartók Kamaraszínház
- Diploma előtt...Elaine                                      R: Dicső Dániel

Pécsi Nemzeti Színház
- Vajda Katalin: Anconai szerelmesek 2...Francesca      R:Vidákovics Szláven
- Ken Ludwig: A hőstenor...Maggie                                 R:Lipics Zsolt

## Díjai, elismerései
- IV. Fehérvári Versünnep I. helyezett[13] (2013)
- Arany Medál díj (2021)[14]